# Mission Joalland-Meynier
La mission Joalland-Meynier est une expédition française de conquête coloniale du Tchad, menée à partir de juillet 1899, par le capitaine Joalland et le lieutenant Meynier. Elle fait suite à la mission Voulet-Chanoine. La mission se termine le 18 février 1900 quand la jonction est faite avec la mission Gentil et la mission Foureau-Lamy.